# Limes (magazine)
Pour les articles homonymes, voir Limes.
Limes est une revue italienne de géopolitique faisant partie du Groupe éditorial L'Espresso. Elle a été fondée en 1993 par Lucio Caracciolo, qui la dirige encore.

## Historique
La revue naît immédiatement après la chute du Mur de Berlin, dans un contexte caractérisé par des changements géo-politiques d'ampleur.

## Personnalités
Dans son comité scientifique et éditorial, on peut citer : Geminello Alvi, Furio Colombo, Giuseppe Cucchi, Emanuela Claudia Del Re, Ilvo Diamanti, Augusto Fantozzi, Tito Favaretto, Ernesto Galli della Loggia, Carlo Jean, Enrico Letta, Ricardo Franco Levi, Vincenzo Paglia, Angelo Panebianco, Romano Prodi, Giulio Tremonti, Antonio Zanardi Landi, Luigi Zanda, Guido Barendson, Pierluigi Battista, Andrea Damascelli, Włodek Goldkorn, Paolo Morawski, David Polansky, Alessandro Politi, Antonio Sema et Enzo Traverso.
Beaucoup d'entre eux sont aussi membres des comités de ENI, Leonardo-Finmeccanica et d'autres sociétés contrôlées par Gazprom. Ces dernières sociétés sont, d'autre part, les principaux annonceurs sur la revue, et portent une attention particulières aux (bonnes) relations entre Italie et Russie.
Depuis décembre 2015, Limes montre la Crimée comme partie de la Russie tout court. À la suite des protestations de l'ambassade ukrainienne sur la base du droit international (non-reconnaissance légale des effets d'une annexion territoriale par l'usage de la force), le directeur Lucio Caracciolo a soutenu le choix de la revue en écrivant que "la carte reflète la réalité des faits. Quand la Crimée sera à nouveau sous l'effective souveraineté ukrainienne, on produira une carte pour refléter cette réalité". Limes n'utilise pas la même approche avec les autres conflits et États de facto de la zone post-soviétique, même sur les mêmes cartes. Dans d'autres cartes, Limes montre la Crimée comme contestée.

## Sources
- (it) Cet article est partiellement ou en totalité issu de l’article de Wikipédia en italien intitulé « Limes (rivista) » (voir la liste des auteurs).